# Ad de Beer
Adrianus Petrus Maria de Beer (Sint Oedenrode, 9 juli 1932 – 5 april 1997) was een Nederlandse schrijver.
Ad de Beer heeft zowel boeken voor volwassenen als voor kinderen geschreven. Schrijven deed hij zowel onder zijn eigen naam als onder de pseudoniemen Bert Benson, Max Miller en Peter Hammer. Deze pseudoniemen gebruikte hij vooral voor de verschillende genres van zijn boeken (sciencefiction, detectives, historische romans enz.).
Ad de Beers eerste boek was een detective getiteld "Het Mysterie van de Groene Smaragden". Deze verscheen in 1960. Onder zijn Bert Benson pseudoniem schreef hij een serie jeugdboeken. Deze reeks staat bekend onder de naam Euro-5. Na het overlijden van de jeugdboekenschrijver Ruurd Feenstra nam Ad de Beer nog twee delen van de jeugdboekenserie de discus voor zijn rekening.

### Euro-5
- J 1298 Euro-5 Antwoordt niet
- J 1302 Dreiging van de H-mannen
- J 1305 Duivels van de Diepzee
- J 1309 Slaven uit de ruimte
- J 1312 De monsters van Dr. Einling
- J 1317 Op drift in de tijd
- J 1321 Machten uit het heelal
- J 1325 Ruimteschip Freya uit de koers
- J 1329 Contact met Atlantis
- J 1332 Groot alarm voor sectie 5
- J 1336 Paniek op de Noordpool
- J 1340 Aanval van het groene gevaar
- J 1344 Het geweld van de Zwarte Orca's
- J 1346 In de macht van de Schorpioen
- J 1349 De onbekende Satelliet
- J 1353 Vermist in de ruimte
- J 1356 De robots van de gele planeet
- J 1359 Stralen uit het verleden
- J 1362 Stuurloos in een vreemd heelal
- J 1365 Een gevaarlijk Experiment
- J 1373 Het ongrijpbare gevaar

### De Nieuwe Euro-5
- J 1379 De rampplaneet
- J 1383 Het volk van Arban
- J 1385 Onder vuur
- J 1387 Het teken van Tamo
- J 1391 De vermiste Patrouille
- J 1396 Terug naar de Aarde?

### Verzetsgroep Pimpernel
- J 5595 De stille kracht van de Lynx
- J 5596 Het uur der vergelding
- J 5597 Vlammen over Atomia

### Wildwest
Als Bert Benson:
- J 173 Paarden voor de Wolvenranch
- J 5519 Wolvensluiptocht in de nacht
- J 5523 Het teken van de wolvenklauw
- J 5527 Wolvensporen in Nebraska
- J 5529 Wolven in het rovershol
- J 5539 Wolven aan de tijgerbaai

Als Max Miller:
- J 139 De grote jager.
- J 154 De dreiging der Comanche indianen.
- J 167 En de bloedhond bende.
- J 187 Het goud van de Demonen kloof.
- J 197 En de rode arend.
- J 208 De sluipschutter van San Ciro.
- J 1232 De nederlaag van snelle Havik.
- J 1249 Tumult in Hardstone.
- J 1254 Vlucht in het Grizzlygebergte.
- J 1258 De treinrovers van San Fernando.
- J 1264 Achtervolging in Arizona.
- J 1269 De orde van de Grizzly beer.
- J 1274 De strijd om de Ringo Ranch.
- J 1277 De geest van het Gowalgebergte.
- J 1282 De Bende van Billy Borr.
- J 1288 De premiejager van Wildrock.
- J 1293 Verraad in Don Santos.
- J 1300 Het mysterie van de Mayo-rivier.
- J 1314 Goudroof in fort Heller.

### Het Condor-team
- J 1368 Het Condor team treedt op
- J 1371 The Blue Jeans bedreigd
- J 1374 Misdaad in de filmwereld
- J 1376 Wapensmokkel naar Colombia
- J 1378 Aanval op booreiland L-423
- J 1381 Jacht op M. Monk

### De Discus
- Deel 12: De discus weer in actie (1985)
- Deel 13: De discus kwam, zag en... (1986)

- Digitale Bibliotheek voor de Nederlandse Letteren: beer050
- Gemeinsame Normdatei: 1241211612
- International Standard Name Identifier: 0000 0003 9643 3953
- Nederlandse Thesaurus van Auteursnamen: 07145070X
- Virtual International Authority File: 291413650
- WorldCat: E39PBJgRRmWbKWpKwxvxgC8jYP